# Henri André Mesplé
Henri André Mesplé né le 4 août 1863 à Paris 7e, et mort le 11 mai 1935 à Versailles, est un militaire français, général de division.

## Biographie
Du 5 avril 1917 au 7 février 1919, Henri André Mesplé commande 6e division de cavalerie, il participe à la bataille du Chemin des Dames. 
En mars 1918, durant l'offensive du printemps, il participe à la contre-attaque de Montdidier et dirige la 133e division d'infanterie et 4e division de cavalerie.